# Trifolium pauciflorum
Trifolium pauciflorum är en ärtväxtart som beskrevs av D'urv.. Trifolium pauciflorum ingår i släktet klövrar, och familjen ärtväxter. Inga underarter finns listade i Catalogue of Life.